# 水星-宇宙神10号
水星-宇宙神10号（英語：Mercury-Atlas 10，缩写）是美国宇航局早期载人航天水星计划中未成行的一次任务。任务原计划于1963年发射“自由7号II”（Freedom 7-II）太空舱，搭载宇航员艾伦·谢泼德在太空航行三天。但1963年水星-宇宙神9号发射成功之后，美国宇航局宣布取消这一任务并结束水星计划，转而关注搭载双人的双子座计划。

## 计划
美国宇航局于1958年12月18日公布载人航天水星计划，随后在1961年5月5日发射水星-红石3号，宇航员艾伦·谢泼德乘坐“自由7号”（Freedom 7）太空舱进入太空，完成该国首次载人航天飞行，但未进入地心轨道。同年8月，水星-宇宙神10号的计划就已经启动，此时美国尚未实现载人轨道飞行。最初计划中，此次任务将使用宇宙神144D号火箭发射水星计划15号太空舱，在太空飞行一天。

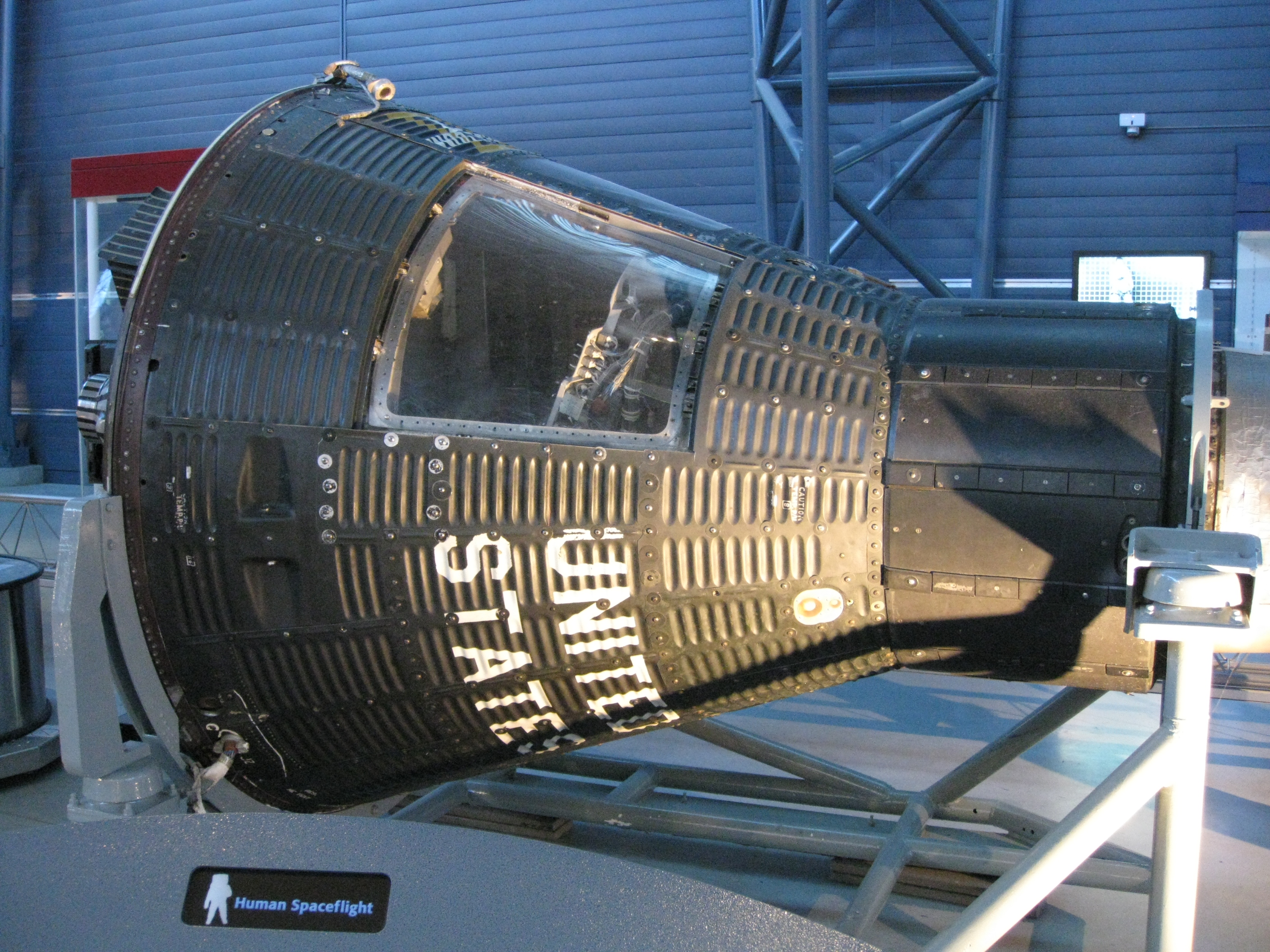
“自由7号II”太空舱，现藏于史蒂文·乌德沃尔哈齐中心

1962年10月，水星-宇宙神8号发射之后不久，有分析人士曾预估原定的水星-宇宙神10号任务将可能类似苏联东方三号和东方四号的“双任务”，即水星-宇宙神10号发射后短时间内发射其备用太空舱作为“水星-宇宙神11号”，两个太空舱同时环绕地球飞行。同年11月16日，水星计划15A号太空舱在大幅改进后运抵卡纳维拉尔角，次年1月更名为15B号，计划作为水星-宇宙神9号的备用太空舱。此时，水星-宇宙神10号仍只是计划，美国宇航局尚未确定最终是否要发射这一次任务。
在1962年末的计划中，水星-宇宙神10号计划轨道高度为528,496英尺（161.086），预定在太空飞行一天后再入大气层，在大西洋面降落。1963年初，这一任务已经延长为三天。按照计划，此次任务将由水星-宇宙神9号的替补成员艾伦·谢泼德执行。他为了纪念自己首次太空之行，将此次的太空舱命名为“自由7号II”（Freedom 7 II），并将这一名称涂在舱体表面。执行水星-宇宙神9号任务的戈尔登·库勃在此次任务中担任替补。水星计划七人中的其他五人则在1963年夏季转至双子座计划。
任务最初还计划搭载朗利研究中心设计的一项再入通讯实验。太空舱再入过程中会与大气层摩擦产生高温，在舱外形成一层等离子体鞘，干扰舱内与地面的通讯。此次实验计划向等离子体鞘内注水，希望能打破干扰，允许特高频无线电波通过，实现舱内与地面的无线电通讯。类似实验曾在小体积物体上测试成功，实验计划测试这一手段在大体积太空舱上的效果。水星-宇宙神10号取消后，这一实验转至双子座3号任务中完成。

## 取消

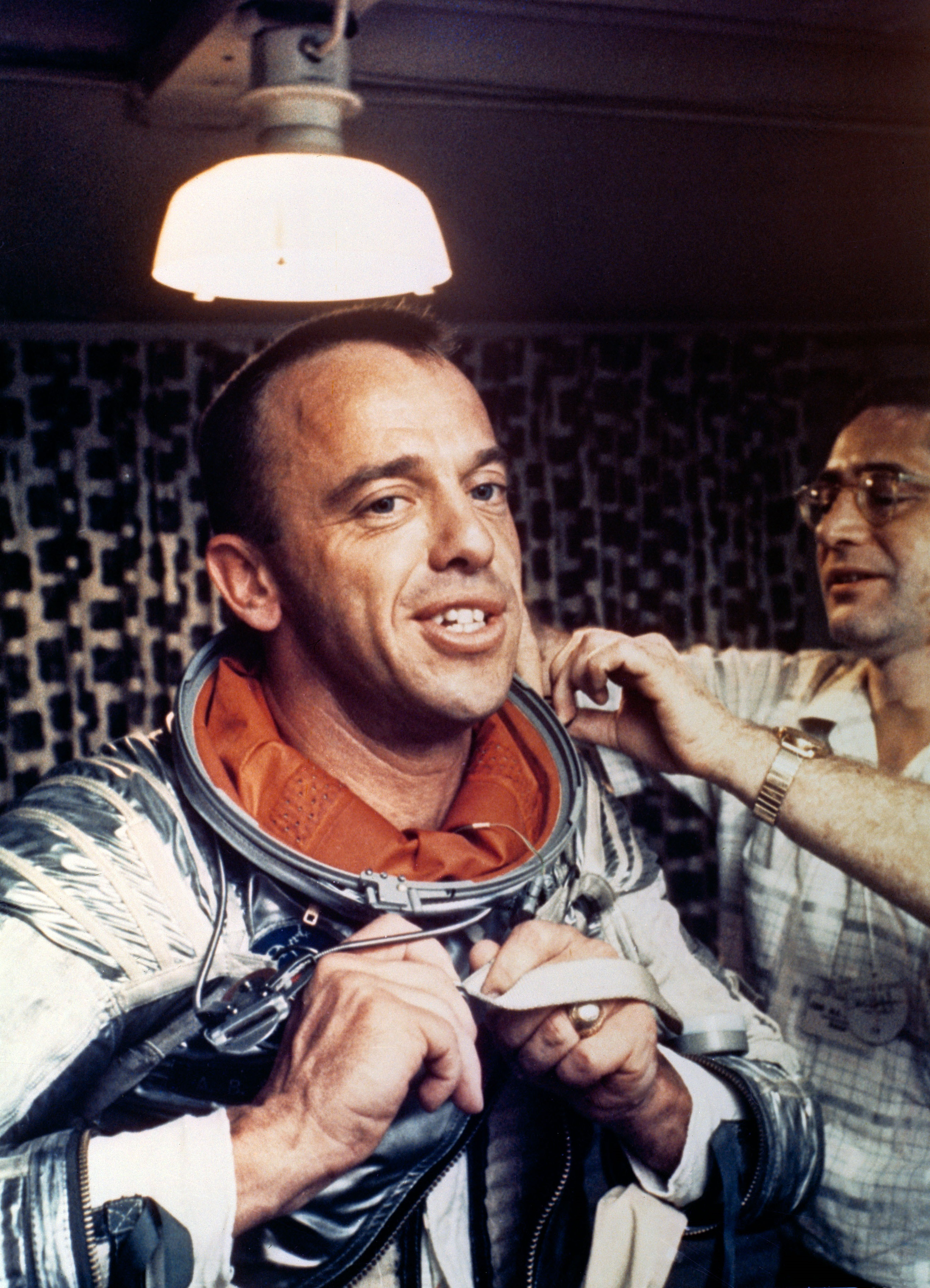
原定执行水星-宇宙神10号任务的宇航员艾伦·谢泼德

水星计划后期，美国科学界和政界批评国防部和宇航局航天任务的关注重点错误，耗费资金过高。1963年4月22日，水星-宇宙神9号尚未发射，美国宇航局已经表示戈尔登·库勃的这一任务将成为水星计划的“终点”。5月11日，宇航局强调若水星-宇宙神9号任务成功发射，10号任务“毫无疑问”会被取消。水星-宇宙神9号任务于5月15日发射，5月16日返回，是水星计划中第六次载人飞行、第四次载人轨道飞行。5月19日，在任务后的新闻发布会上，宇航局顾问工程师罗伯特·希曼斯回答记者提问时称水星计划“不太可能”发射第五次载人轨道飞行任务。时任总统约翰·肯尼迪在数日后也被问及相似的问题，他称是否发射完全交由宇航局决定。
宇航局载人航天器中心希望能继续水星计划，在6月6日至7日向宇航局局长詹姆斯·韦伯介绍了这次任务的益处。他们指出此次任务在太空停留多日，能更好地了解太空环境，收集数据为未来的双子座计划和阿波罗计划提供支持；任务发射载具和航天器都已基本做好准备，因此发射成本也相对较低。直至6月8日，宇航局仍在为15B太空舱环境控制系统做最后的改进，以备最终任务成行。
6月12日，詹姆斯·韦伯正式向参议院太空委员会声明，水星计划已经完成目标，计划就此结束，未来不再发射后续任务。水星计划的人员和资源转至双子座计划和阿波罗计划。水星-宇宙神10号任务就此取消。艾伦·谢泼德仍然希望能继续发射，他一度找到韦伯，称这次任务将创造宇航员在太空停留时间的纪录，进而领先苏联。但韦伯认为应当尽快展开下一步研究，坚持结束计划。谢泼德甚至向总统肯尼迪谈及自己的想法，而肯尼迪此时已经着眼于登陸月球，也同意韦伯取消发射的决定。水星-宇宙神10号最终未能成行。
任务取消后，15B太空舱就保存在卡纳维拉尔角，之后运至加利福尼亚州的宇航局埃姆斯研究中心展出。1967年9月，宇航局将这枚太空舱转交给史密森尼学会。太空舱现藏于弗吉尼亚州尚蒂伊的史密森尼学会国立航空航天博物馆下属史蒂文·乌德沃尔哈齐中心。

### 引用
1. ↑  NASA 1963，第4頁.
2. ↑  Swenson, Grimwood & Alexander 1966，第132頁.
3. ↑  Swenson, Grimwood & Alexander 1966，第341-343頁.
4. ↑  Grimwood 1963，第146頁.
5. ↑  The Science News-Letter 1962，第254頁.
6. ↑  Grimwood 1963，第146, 177頁.
7. ↑  Grimwood 1963，第146, 180頁.
8. ↑  Grimwood 1963，第180-181頁.
9. ↑  NASA 1962，第1頁.
10. 1 2  Swenson, Grimwood & Alexander 1966，第492頁.
11. 1 2 3  Gray 2001.
12. ↑  Shayler 2001，第80頁.
13. ↑  Hacker & Grimwood 1977，第231頁.
14. ↑  Grimwood 1963，第188頁: "... the Mercury program would culminate with the 1-day mission of Gordon Cooper."
15. ↑  Swenson, Grimwood & Alexander 1966，第492頁: "It is absolutely beyond question that if this shot is successful there will be no MA-10."
16. ↑  Grimwood 1977，第191頁.
17. ↑  Grimwood 1977，第193-194頁.
18. ↑  Grimwood 1977，第195-196頁.
19. ↑  Grimwood 1977，第196頁.
20. ↑  Thompson 2004，第344–345頁.
21. ↑  Erickson 2010，第277頁.
22. ↑  National Air and Space Museum 2016.

## 延伸阅读
- Wilson, Keith T. . Quest. 1993, 2 (4): 22–25.